# Climat tropical-musonic

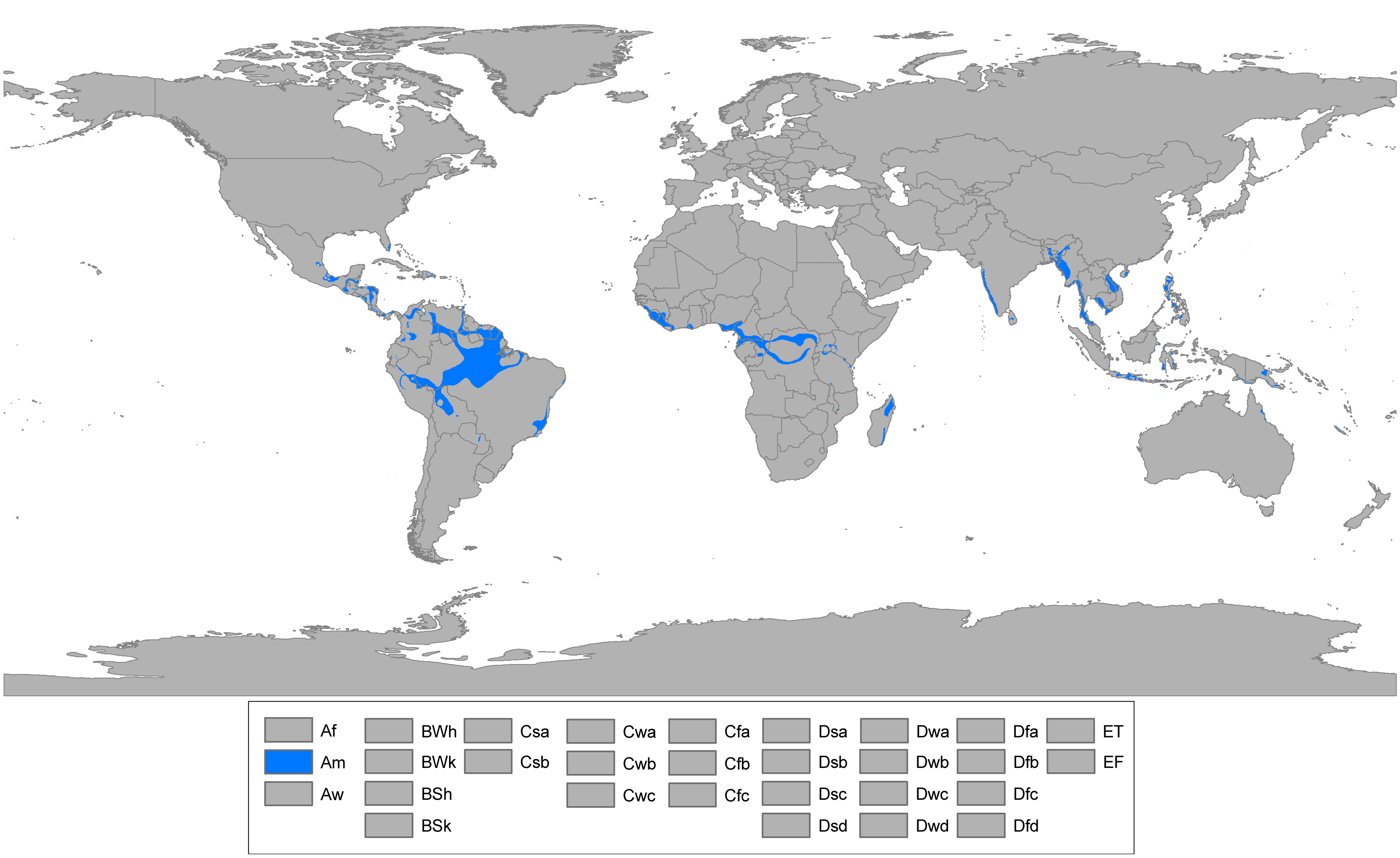
Zonele de pe Pământ unde este climat tropical-musonic

Clima tropical-musonică, care se regăsește în sudul și sud-estul Asiei, este influențată de musoni și se caracterizează prin temperatura medie de peste 20 °C, precipitații bogate și 2 anotimpuri: unul ploios ( musonul de vară) din martie până în octombrie și unul secetos ( musonul de iarnă) din octombrie până în martie.

## Floră și faună
Vegetația este formată din plante cu frunze căzătoare: arborele de fier, santalul cu lemn frumos mirositor, bambusul, ficusul, teekul, ferigile și orhideele.
În pădurile musonice se întâlnesc animale precum maimuțele, tigrul, elefantul indian, rinocerul indian, cobra, șarpele cu clopoței. În ape trăiește crocodilul.
Ca rezultat al solurilor fertile ce se găsesc aici, populația are o densitate foarte mare, fiind prezent fenomenul de explozie demografică.